# Phoma terricola
Phoma terricola är en lavart som beskrevs av Boerema 1985. Phoma terricola ingår i släktet Phoma, ordningen Pleosporales, klassen Dothideomycetes, divisionen sporsäcksvampar och riket svampar.   Inga underarter finns listade i Catalogue of Life.